# Islas Logo
Islas Logo son dos islas idénticas artificiales construidas en forma de una h. El diseño es el logo de los desarrolladores de Dubái Palm. Estas dos islas son de propiedad privada del vicepresidente y primer ministro de los Emiratos Árabes Unidos y gobernante de Dubái, Sheikh Mohammed bin Rashid Al Maktoum. Las islas fueron construidas con 4,9 millones de metros cúbicos de arena. La isla izquierda está siendo desarrollada bajo el nombre de isla Dubawi.